# Лідський міжнародний конкурс піаністів
Міжнародний конкурс піаністів у Лідсі (англ. Leeds International Pianoforte Competition) — конкурс виконавців академічної музики, що проходить в Лідсі кожні три року починаючи з 1963 р. Заснований піаністкою та музичною педагогинею Фанні Ватерман за сприяння піаністки Маріон Штайн (на початку 1960-х, у шлюбі графині Гарвуд); Ватерман була художньою керівницею конкурсу, а з 1981 р. очолює також та журі. 

## Лауреати конкурсу
| 1963 | Майкл Рол (Велика Британія) (друга премія — Володимир Крайнєв) |
| 1966 | Рафаель Ороско (Іспанія) (друга премія — Вікторія Постнікова)  |
| 1969 | Раду Лупу (Румунія) (друга премія — Жорж Плудермахер)          |
| 1972 | Мюррей Перайя (США)                                            |
| 1975 | Дмитро Алексєєв (СРСР) (друга премія — Міцуко Утида)           |
| 1978 | Мішель Дальберто (Франція)                                     |
| 1981 | Йен Хобсон (Велика Британія)                                   |
| 1984 | Джон Кімура Паркер (Канада)                                    |
| 1987 | Володимир Овчинников (СРСР)                                    |
| 1990 | Артур Пісарро (Португалія) (друга премія — Ларс Фогт)          |
| 1993 | Рікардо Кастро (Бразилія)                                      |
| 1996 | Ілля Ітін (Росія) (друга премія — Роберто Комінаті)            |
| 2000 | Алессіо Бакс (Італія)                                          |
| 2003 | Антті Сіірала (Фінляндія) (друга премія Євгенія Рубинова)      |
| 2006 | Кім Сон Ук (Південна Корея)                                    |
| 2009 | Софія Гуляк (Росія) (друга премія — Олексій Горлач)            |
| 2010 |                                                                |
| 2011 |                                                                |
| 2012 |                                                                |
| 2013 |                                                                |
| 2014 |                                                                |
| 2015 | Анна Цибулєва (Україна)                                        |
| 2016 |                                                                |
| 2017 |                                                                |